# Göteborg és Bohus megye
Gothenburg és Bohus megye (Göteborgs och Bohus län) Svédország egyik megyéje volt 1998. december 31-éig, amikor Skaraborg és Älvsborg megyékkel összevonták, hogy megalakítsák Västra Götaland megyét. A megye Göteborg város és Bohus tartomány után kapta a nevét. Göteborg volt a kormányzó székhelye is.

## Kormányzók
- Johan von Schönleben (1682–1700)
- Erik Siöblad (1700–1711)
- Carl Gustaf Mörner (1712–1719)
- Nils Posse (1719–1723)
- Axel Gyllenkrok (1723–1730)
- Bengt Ribbing (1730–1741)
- Lorentz Kristoffer Stobée (1741–1749)
- Johan von Kaulbars (1749–1762)
- Didrik Henrik Taube (1763–1772)
- Anders Du Rietz (1772–1790)
- Johan Beck-Friis (1790–1796)
- Samuel af Forselles (1796–1800)
- Johan Fredrik Carpelan (1800–1808)
- Axel von Rosen (1809–1834)
- Gillis Edenhjelm (1835–1843)
- Carl Gustaf Löwenhielm (1843–1847)
- Olof Fåhræus (1847–1864)
- Albert Ehrensvärd (1864–1885)
- Gustaf Fredrik Snoilsky (1885–1897)
- Gustaf Lagerbring (1897–1917)
- Oscar von Sydow (1917–1934)
- Malte Jacobsson (1934–1950)
- Per Nyström (1950–1971)
- Erik Huss (1971–1978)
- Carl Persson (1979–1980)
- Åke Norling (1980–1989)
- Kjell A. Mattsson (1989–1995)
- Göran Bengtsson (1996–1997)